# Divine Intervention
Divine Intervention è il sesto album in studio del gruppo musicale statunitense Slayer, pubblicato il 27 settembre 1994 per la American Recordings.

## Descrizione
Prima pubblicazione del gruppo insieme al batterista Paul Bostaph, l'album si compone di dieci brani, tra cui il singolo Serenity in Murder, estratto come tale nel corso del 1995.
Sul libretto dell'album viene riportato Slayer come l'acronimo di «Satan Laughs As You Eternally Rot», sebbene il frontman Tom Araya smentì che il nome del gruppo derivasse da ciò, affermando che esso venne scelto perché è straordinario e facile da cantare.

## Tracce
1. Killing Fields – 3:56 (testo: Tom Araya – musica: Kerry King)
2. Sex. Murder. Art. – 1:49 (testo: Tom Araya – musica: Kerry King)
3. Fictional Reality – 3:36 (testo: Kerry King – musica: Kerry King)
4. Dittohead – 2:30 (testo: Kerry King – musica: Kerry King)
5. Divine Intervention – 5:32 (testo: Tom Araya, Paul Bostaph, Jeff Hanneman, Kerry King – musica: Jeff Hanneman, Kerry King)
6. Circle of Beliefs – 4:29 (testo: Kerry King – musica: Kerry King)
7. SS-3 – 4:05 (Jeff Hanneman, Kerry King)
8. Serenity in Murder – 2:35 (testo: Tom Araya – musica: Jeff Hanneman, Kerry King)
9. 213 – 4:51 (testo: Tom Araya – musica: Jeff Hanneman)
10. Mind Control – 3:02 (testo: Tom Araya – musica: Jeff Hanneman, Kerry King)

## Formazione
Gruppo
- Tom Araya – voce, basso
- Kerry King – chitarra
- Jeff Hanneman – chitarra
- Paul Bostaph – batteria

Produzione
- Slayer – produzione
- Toby Wright – coproduzione
- Rick Rubin – produzione esecutiva

## Classifiche
| Classifica (1994) | Posizione massima |
| ----------------- | ----------------- |
| Australia         | 27                |
| Austria           | 22                |
| Canada            | 23                |
| Finlandia         | 4                 |
| Germania          | 18                |
| Nuova Zelanda     | 20                |
| Paesi Bassi       | 31                |
| Regno Unito       | 15                |
| Stati Uniti       | 8                 |
| Svezia            | 10                |
| Svizzera          | 15                |